# 戊午科场案
戊午科場案為清朝咸豐八年發生的一場科舉舞弊案，因當年是戊午年而得名。考生羅鴻禩賄賂主考官柏葰的家人，企圖藉此考中舉人，最後事情被揭發，柏葰按律處斬。這次科場舞弊案與順治十四年的丁酉科場案和康熙五十年的辛卯科場案並列清朝三大科場舞弊案。

## 事發經過
咸豐八年（1858年），以正直著稱的文淵閣大學士軍機大臣柏葰出任順天府（北京）的鄉試正考官，副考官則是戶部尚書朱鳳標和左副都御史程庭桂。

### 平齡案
九月放榜，鑲白旗滿洲人附學生平齡取中正榜，但平齡平時隱瞞旗人身分演唱京劇且略有名氣，因清制禁止旗人成為優伶，京內一時議論譁然。十月，江南道監察御史孟傳金上奏揭發平齡硃卷、墨卷內容不相符導致物議沸騰，奏請額外舉辦複試。咸豐帝欽派怡親王御前大臣載垣、鄭親王領侍衛內大臣端華、兵部尚書都統全慶、兵部左侍郎陳孚恩查核，發現平齡墨卷稿文不完整，且有許多錯誤，硃墨不符是因同考官翰林院編修鄒石麟擅自更改造成。調查過程，牽連查出羅鴻禩交通關節案。平齡在審訊期間死於獄中。

### 羅鴻禩案
刑部主事羅鴻禩報考本科鄉試，應試前拜訪兵部主事李鶴齡（與羅為同鄉），李鶴齡想出特定字詞為暗號供羅鴻禩作弊。李鶴齡於考官及考生入闈前將暗號紙條交給同考官翰林院編修浦安（與李為同年）、拜託浦安協助照應。羅鴻禩作答時將該暗號字詞用入文內，浦安閱卷時看到羅鴻禩試卷便挑出歸入擬錄用試卷（中皿備卷），但闈官誤將羅鴻禩卷當作已錄用試卷交回本房，柏葰發覺，令家人靳祥把羅卷撤下。浦安與靳祥有交情，就向靳祥聲稱他的本房中皿備卷只有這一份，請託靳祥向柏葰求情不將羅卷撤下。柏葰聽從靳祥請託，將第十房劉成忠試卷撤去，將羅鴻禩取中。磨勘時，羅鴻禩試卷文理不通順，磨勘官卻未予駁回。
放榜後，羅鴻禩以第二百三十八名中舉，浦安謁見柏葰，酬謝墊敬銀十六兩；羅鴻禩也向柏葰贈送墊敬銀十二兩。
為慎重起見，咸豐帝命羅鴻禩於南書房覆試一場，由肅順監考，羅又交出了一份粗劣的考卷，於是本案被欽定為「通關節」。

### 程庭桂案
在審訊浦安時, 浦安另外供出副考官程庭桂燒毀條子之事，隨即又牽連出其子程炳采弊案，包含尚書陳孚恩之子陳景彥、工部郎中李旦華、工部候補郎中謝森墀、江蘇貢生王景麟、江蘇吳縣附貢生熊元培、湖南候選通判潘敦俁等，於考前遞送關節條子。在程庭桂入闈後，程炳采將條子交給家人，在攜帶行李給程庭桂時一併送入闈場內。程庭桂發現條子後隨即燒毀，並未錄取請託的考生，但程庭桂未主動舉發。程炳采也遭查出收受考生給的金銀，論罪下獄。

## 判決
咸豐九年，載垣等奏請先結柏葰與羅鴻禩案。收賄的靳祥知道東窗事發後，畏罪自殺，而柏葰按律當斬。咸豐帝念及過去對柏葰十分倚重，有意從輕發落，柏葰也和家人做好了被流放的准备。然而禮部滿尚書肅順按律力爭不可，認為科舉是國家選拔人才的制度，應該嚴格執法、明正典刑。朝廷大臣亦無人願搭救，柏葰遂和浦安、羅鴻禩等人一同被判死刑，於次年被斬於菜市口，為史上死於科場案職位最高的官員。有清一朝，一品大員極少被處斬，柏葰是少數特例。
七月，肅順等奏結程庭桂父子案，載垣將父子倆奏斬，陳孚恩則請求從輕發落，最後咸豐帝定奪斬程庭桂子，將程庭桂本人發配軍臺。程庭桂從獄中被提送時，陳孚恩親自前往迎候，見了程，馬上下跪痛哭，程庭桂阻止他，說“不要這樣，不要這樣，你算還好，能饒我這條小命”，陳孚恩聽罷慚愧而走。程庭桂之子程炳采临刑时大哭：“吾为陈孚恩所绐，代弟到案以至于此。陈孚恩谄媚权奸，吾在冥间当观其结局也”。整件案子中下場較好的只有副主考官朱鳳標，只是罷職，不久還以侍講學士值書房。

## 後續
三年後，肅順在辛酉政變中被殺，御史任兆坚奏稱柏葰是被肅順等政敵挾怨以死罪定擬，請為柏葰平反。慈禧太后等人討論後認為，柏葰實有罪，雖有量刑過重之虞，但舞弊事實明確，批示：「柏葰不能論無罪，該御史措辭失當」，拒絕平反，但柏葰之子候選員外郎鍾濂賞加四品卿銜，遇六部郎中缺即選，鍾濂後來官至盛京兵部侍郎。從此到科舉被廢為止，都未再發生大規模舞弊事件。

## 評論
《清史稿》對此事做出正面評論「用重典之效，足以挽回風氣也」。